# Tuvalu nos Jogos Olímpicos de Verão de 2012
Tuvalu competiu nos Jogos Olímpicos de Verão de 2012, que aconteceram na cidade de Londres, no Reino Unido, de 27 de julho até 12 de agosto de 2012.

## Desempenho

### Atletismo
Masculino
| Atleta       | Evento | Preliminar | Preliminar | Quartos-de-final | Quartos-de-final | Meias-finais | Meias-finais | Final       | Final       |
| Atleta       | Evento | Marca      | Posição    | Marca            | Posição          | Marca        | Posição      | Marca       | Posição     |
| ------------ | ------ | ---------- | ---------- | ---------------- | ---------------- | ------------ | ------------ | ----------- | ----------- |
| Tavevele Noa | 100 m  | 11s55      | 6º/ bat.1  | Não avançou      | Não avançou      | Não avançou  | Não avançou  | Não avançou | Não avançou |

### Halterofilismo
Masculino
| Atleta           | Evento | Arranque (kg) | Arremesso (kg) | Total (kg) | Posição |
| ---------------- | ------ | ------------- | -------------- | ---------- | ------- |
| Tuau Lapua Lapua | -62kg  | 108,0         | 135,0          | 243,0      | 12º     |